# Notiophygus rhodesiensis
Notiophygus rhodesiensis là một loài bọ cánh cứng trong họ Discolomatidae. Loài này được John miêu tả khoa học năm 1956.